# Вубар
Ву́бар (чув. Вупӑр, Вупӑр карчӑк, Вопӑр, Вӑпӑр, Вӑвӑр, Лупӑр, Лопӑр, Лӑпӑр, Лӑпӑр карчӑк, Упри) — в чувашской мифологии злой дух, насылающий болезни и нападающий на спящего человека. В многовековом мифологическом развитии сохранил в себе, кроме бытовых понятий, космогонические представления. Вубар на глазах у людей пожирает Солнце (чув. Хӗвел) или Луну (чув. Уйӑх), покрывая землю темнотой.

## Этимология
В чувашском языке слово вупӑр обозначает «злой дух», «кошмар», «оборотень», «упырь». В словосочетании вупӑр карчӑк данное слово приобретает значение, аналогичное понятиям «баба-яга» и «ведьма».
Этимология мифического существа Вубар, встречающегося также в мифологиях татарского, мишарского, башкирского и сибирско-татарского народов как убыр, объясняется добавлением протетической согласной В к основе убыр в чувашском языке.
В свою очередь, этимология слова Убыр восходит к глагольной основе уб ~ уп ~ оп, что означает «проглотить».

## Нравы
Вубар появляется ночью и, принимая облик домашних животных, огненного змея или человека, наваливается на спящих людей, вызывая удушье и кошмары (вупăр пуснă «вубар давил», вупăр çыпăçнă «вубар прилип»). Мужчин вубар давит в облике девушки, женщин — в облике мужчины. Чаще всего он приходит не ко всем, а к тем, к кому уже приходил однажды.
Согласно мифам, в вубаров при помощи ийе превращаются старухи-колдуньи. Нападая на спящих людей, вубары тем самым поправляют своё здоровье. Спящий человек при этом не может пошевелиться и что-либо сказать.
Вубар не только душит людей во сне, но может навести на них и порчу, причиняя им таким образом тяжелую болезнь, называемую «вупăрлă хаяр»(«зло вубара»). Он может навредить не только человеку, но пристает даже к лежащему около матери телёнку. Пострадавшим от вубара людям и животным помогает наговорами йомзя.
В многовековом мифологическом развитии сохранил в себе, кроме бытовых понятий, космогоничные представления, что не прослеживается у других народов. Вубар на глазах у людей пожирает Солнце или Луну, что становится причиной затмений: там, где темная часть, уже съедено.

## Способы защиты
Если в тот момент, когда вубар давит человека, этот человек закричит, тогда кому-то из близких нужно подняться и тоже закричать: «Пӗсмӗлле, ку çынна мĕн пулнă?» («Боже, что случилось с этим человеком?»); от этого вубар пугается и исчезает.
Чтобы вубар больше не приходил, рекомендовалось рассказать о его визите домашним животным. Если вубара удавалось отпугнуть во время нападения, он превращался в какой-нибудь чёрный предмет, например в лоскуток войлока. Тогда рекомендовалось как-нибудь сломать найденные чужие предметы или сжечь их. Тогда на следующее утро человека, который в образе вубара посетил дом, можно было найти либо с опалённым лицом, либо со сломанной ногой.
Крещёные северные чуваши, чтобы избавиться от вубара, перед сном привязывали ко лбу шейный крест, или клали его на ночь в рот. Полезным считалось также перед тем, как лечь спать, понюхать пот между пальцами ног.
Вубара невозможно поймать руками. Существовал обычай после пробуждения выбрасывать за вубаром на улицу горсть золы со словами: «Вупăр урăх ан кил, вутлă кĕл сапатăп!» (Вубар, больше не приходи, огненную золу сыплю!)
Когда вубар пожирал светило, тем самым вызывая затмения, чуваши-старики вели с вубаром борьбу (кричали и пугали его, стреляли из лука, бросали в сторону Луны или Солнца горящие поленья, металлические предметы). Пытаясь отвадить вубара от Луны или Солнца, можно также насыпать на подоконник золу или расщепить рогатину из рябины, и вубар тотчас же от светила отстанет.

## Схожие образы в чувашской мифологии и соответствия в мифологиях других народов
В сказках северных чувашей часто встречается образ ведьмы-старухи Лăпăрлă карчăк.
Башкирские чуваши называли колдуна вавар ватти («вавар-старик»), хотя народное поверье не обнаруживает уже связи между ним и злым духом вубаром.
Образ вубара находит некоторые параллели во многих мифологиях: татарской и башкирской (убыр), марийской (вувер), удмуртской (убыр), коми-зырянской (упыр), карачаевской (обур), славянской (упырь), средневековой европейской (вампир).